# Dolph Lundgren
Dolph Lundgren (n. 3 noiembrie 1957) este un actor suedez, specialist în arte marțiale, dar și regizor. Face parte din valul de actori ai filmelor de acțiune, din generația lui Sylvester Stallone, Arnold Schwarzenegger și Jean-Claude Van Damme. De altfel, Lundgren a și colaborat cu toți aceștia pentru filmele în care a jucat.
Este binecunoscut pentru statura impresionantă, fiind printre puținii actori de acest gen care să măsoare nu mai puțin de 1,96 cm. Rolul care l-a adus în atenția publicului a fost Rocky IV, în rolul boxerului rus Ivan Drago. În filmografia sa se regăsesc peste 40 de filme, toate de acțiune. A mai jucat alături de Brandon Lee, George Segal, Keanu Reeves și Jet Li (în filmul Eroi de Sacrificiu regizat de Sylvester Stallone). A debutat ca regizor în anul 2004, cu filmul The Defender.
A absolvit Institutul Tehnologic și este licențiat ca inginer chimist. A obținut o bursă imediat după terminarea studiilor, dar a renunțat la ea pentru a-și începe cariera de actor. Vorbește mai multe limbi, de la materna suedeză la engleză, franceză, germană, spaniolă, italiană și chiar japoneză.

## Filmografie

### Ca actor
| An   | Titlu                                 | Rol                          | Regizor                         |
| ---- | ------------------------------------- | ---------------------------- | ------------------------------- |
| 1985 | A View to a Kill                      | Venz                         | John Glen                       |
| 1985 | Rocky IV                              | Ivan Drago                   | Sylvester Stallone              |
| 1987 | Masters of the Universe               | He-Man                       | Gary Goddard                    |
| 1989 | Red Scorpion                          | Lt. Nikolai Rachenko         | Joseph Zito                     |
| 1989 | The Punisher                          | Frank Castle/The Punisher    | Mark Goldblatt                  |
| 1990 | I Come in Peace (Dark Angel)          | Jack Caine                   | Craig R. Baxley                 |
| 1991 | Cover-Up                              | Mike Anderson                | Manny Coto                      |
| 1991 | Showdown in Little Tokyo              | Chris Kenner                 | Mark L. Lester                  |
| 1992 | Universal Soldier                     | Sgt. Andrew Scott/GR13       | Roland Emmerich                 |
| 1993 | Army of One (Joshua Tree)             | Wellman Anthony Santee       | Vic Armstrong                   |
| 1994 | Pentathlon                            | Eric Brogar                  | Bruce Malmuth                   |
| 1994 | Men of War                            | Nick Gunar                   | Perry Lang                      |
| 1995 | Johnny Mnemonic                       | Karl Honig (Street Preacher) | Robert Longo                    |
| 1995 | The Shooter (Hidden Assassin)         | Michael Dane                 | Ted Kotcheff                    |
| 1996 | Silent Trigger                        | Waxman (Shooter)             | Russell Mulcahy                 |
| 1997 | The Peacekeeper                       | Major Frank Cross            | Frédéric Forestier              |
| 1998 | The Minion                            | Lukas Sadorov                | Jean-Marc Piché                 |
| 1998 | Sweepers                              | Christian Erickson           | Keoni Waxman                    |
| 1998 | Blackjack (TV)                        | Jack Devlin                  | John Woo                        |
| 1999 | Bridge of Dragons                     | Warchild                     | Isaac Florentine                |
| 1999 | Storm Catcher                         | Jack Holloway                | Anthony Hickox                  |
| 2000 | Jill Rips (Jill The Ripper)           | Matt Sorenson                | Anthony Hickox                  |
| 2000 | The Last Warrior                      | Captain Nick Preston         | Sheldon Lettich                 |
| 2001 | Agent Red                             | Matt Hendricks               | Damian Lee                      |
| 2002 | Hidden Agenda                         | Jason Price                  | Marc S. Grenier                 |
| 2003 | Detention                             | Sam Decker                   | Sidney J. Furie                 |
| 2004 | Direct Action                         | Frank Gannon                 | Sidney J. Furie                 |
| 2004 | Fat Slags                             | Randy                        | Ed Bye                          |
| 2004 | Retrograde                            | John Foster                  | Christopher Kulikowski          |
| 2004 | The Defender                          | Lance Rockford               | Dolph Lundgren                  |
| 2005 | The Mechanik (The Russian Specialist) | Nikolai Cherenko             | Dolph Lundgren                  |
| 2006 | The Inquiry (The Final Inquiry)       | Brixos                       | Giulio Base                     |
| 2007 | Diamond Dogs                          | Xander Ronson                | Shimon Dotan / Dolph Lundgren   |
| 2007 | Missionary Man                        | Ryder                        | Dolph Lundgren                  |
| 2008 | Direct Contact                        | Mike Riggins                 | Danny Lerner                    |
| 2009 | Spectacol mortal                      | Joe                          | Dolph Lundgren                  |
| 2009 | Universal Soldier: Regeneration       | Andrew Scott                 | John Hyams                      |
| 2010 | The Expendables                       | Gunnar Jensen                | Sylvester Stallone              |
| 2010 | Icarus (The Killing Machine)          | Edward Genn                  | Dolph Lundgren                  |
| 2010 | Chuck (TV)                            | Marco                        | Robert Duncan McNeill           |
| 2011 | In the Name of the King 2: Two Worlds | Granger                      | Uwe Boll                        |
| 2012 | Small Apartments                      | Dr. Sage Mennox              | Jonas Åkerlund                  |
| 2012 | Stash House                           | Andy Spector                 | Eduardo Rodríguez               |
| 2012 | Universal Soldier: Day of Reckoning   | Andrew Scott                 | John Hyams                      |
| 2012 | One In The Chamber                    | Aleksey Andreev              | William Kaufman                 |
| 2012 | The Expendables 2                     | Gunnar Jensen                | Simon West                      |
| 2013 | Legendary: Tomb of the Dragon         | Harker                       | Eric Styles                     |
| 2013 | The Package                           | "The German"                 | Jesse Johnson                   |
| 2013 | Battle of The Damned                  | Max Gatling                  | Christopher Hatton              |
| 2013 | Ambushed                              | Maxwell                      | Giorgio Serafini                |
| 2013 | Blood of Redemption                   | Axel                         | Giorgio Serafini                |
| 2013 | A Man Will Rise                       | Cowboy Hitman                | Tony Jaa                        |
| 2014 | Puncture Wounds                       | Hollis                       | Giorgio Serafini și James Coyne |
| 2014 | The Expendables 3                     | Gunner Jensen                | Patrick Hughes                  |
| 2014 | Skin Trade                            | Det. Nick Cassidy            | Ekachai Uekrongtham             |
| 2015 | War Pigs                              | Capt. Hans Picault           | Ryan Little                     |
| 2015 | The Good, the Bad and the Dead        | Bob Rooker                   | Timothy Woodward Jr.            |
| 2015 | Shark Lake                            | Clint Gray                   | Jerry Dugan                     |
| 2015 | Riot                                  | William                      | John Lyde                       |
| 2016 | Hail, Caesar!                         | Submarine Commander          | Joel și Ethan Coen              |
| 2016 | Kindergarten Cop 2                    | Agentul FBI Zack Reed        | Don Michael Paul                |
| 2016 | Don't Kill It                         | Jebediah Woodley             | Mike Mendez                     |
| 2016 | Female Fight Club                     | Sam Holt                     |                                 |
| 2016 | Welcome to Willits                    | Derek Hutchinson             |                                 |
| 2017 | Larceny                               | Jack                         | R. Ellis Frazier                |
| 2017 | Altitude                              | Matthew Sharpe               |                                 |
| 2017 | Bachelor Party                        | Natasha's Husband            |                                 |
| 2017 | Dead Trigger: Unkilled                | Cpt. Kyle Walker             |                                 |
| 2018 | Black Water                           | Marco                        | Pasha Patriki                   |
| 2018 | Creed II                              | Ivan Drago                   | Steven Caple Jr.                |
| 2018 | Aquaman                               | Nereus                       | James Wan                       |

### Ca regizor
| An   | Film                                  |
| ---- | ------------------------------------- |
| 2004 | The Defender                          |
| 2005 | The Mechanik (The Russian Specialist) |
| 2007 | Diamond Dogs (nemenționat)            |
| 2007 | Missionary Man                        |
| 2009 | Spectacol mortal                      |
| 2010 | Icarus (The Killing Machine)          |
| 2013 | Skin Trade                            |